# Ana Esquível
Ana Manuela Ferreira Esquível Carrilho Ribeiro (Mourão, 1936), conhecida simplesmente como Ana Esquível, é uma fotógrafa portuguesa que, entre outras coisas, foi por sete anos fotógrafa oficial do Ballet Gulbenkian.

## Biografia
Nasceu em Mourão, no Alentejo, mas correu o mundo em busca de fotografias que foi compilando em livro aos longo dos anos, como é o caso da obra "Macau", publicada em 1992, com prefácio e textos escolhidos pelo poeta português Eugénio de Andrade. Vencedora de vários prémios nacionais e internacionais, Ana Esquível realizou diversas exposições coletivas e individuais.
Durante sete anos foi fotógrafa do Ballet Gulbenkian. Em 1982, o Serviço de Música da Fundação Calouste Gulbenkian organizou uma exposição sobre o Ballet Gulbenkian, com 40 fotografias de Ana Esquível e Eduardo Gageiro, representativas de 12 bailados do seu repertório. Anteriormente, também com Eduardo Gageiro, em 1980, produziu a fotografia de capa do álbum "Humanoid Flesh" da banda 
Tantra.
Para além da amizade com Gageiro, Ana Esquível também foi amiga do fotógrafo Augusto Cabrita (1923-1993) que, nos anos de 1980, lhe fez arranjos gráficos de algumas obras.
Captou fotografias expressamente para livros de poesia de David Mourão-Ferreira. Fotografou, por diversas vezes nos anos de 1980, a fadista Amália Rodrigues, fotografias essas que fazem parte do acervo da cantora portuguesa.
Em 1986, participou na III Exposição de Artes Plásticas da Fundação Calouste Gulbenkian no Centro de Arte Moderna, em Lisboa. A sua obra está espalhada por diversas galerias, coleções privadas e casas de leilões. A Fundação PLMJ adquiriu quatro obras de Ana Esquível que fazem parte da sua coleção.
Foi casada 54 anos com o médico José Manuel Carrilho Ribeiro (1933-2007), pioneiro da gastrenterologia e ecografia abdominal em Portugal, e antigo Presidente da Cruz Vermelha Portuguesa e da Sociedade Europeia de Gastrenterologia.

## Livros publicados
- 1984 - Escrito na Cal - Fotografias do Alentejo (prefácio e textos escolhidos por Eugénio de Andrade)
- 1989 - Açores - Paisagem sem Mácula (prefácio e textos escolhidos por David Mourão-Ferreira e Jorge Forjaz)
- 1992 - Macau (prefácio e textos escolhidos por Eugénio de Andrade)